# Sarah Solemani
Sarah Solemani est une actrice anglaise née le 4 septembre 1982 dans le borough londonien de Camden.

## Filmographie

### Cinéma
- 2005 : Madame Henderson présente : Vera
- 2013 : A Very Englishman : Anna
- 2015 : Hector : Sara
- 2015 : The Bad Education Movie : Rosie Gulliver
- 2016 : Bridget Jones Baby ! Miranda
- 2018 : Wild Honey Pie! : Rachel
- 2019 : Greed
- 2019 : Comment je suis devenue une jeune femme influente (How to Build a Girl) de Coky Giedroyc
- 2025 : Bridget Jones : Folle de lui (Bridget Jones: Mad About the Boy) de Michael Morris

### Télévision
- 2003 : Red Cap : Police militaire : Gillian Jennings
- 2006 : Hyperdrive : Alie
- 2007 : Roman's Empire : Jenny
- 2007 : Les Flingueuses : Donna
- 2010–2013 : Him and Her : Becky
- 2011 : Affaires non classées : Mary Olivant
- 2011 : Psychoville : Emily
- 2011 : Coma Girl : Siobhan
- 2011 : Uptown Downstairs Abbey : Lady Mary
- 2012 : The Borgias : Magdelena
- 2012 : Skins : Celia Champion
- 2012–2015 : Bad Education : Miss Gulliver
- 2013 : Love Matters : Aphrodite Fry
- 2013–2014 : The Wrong Mans : Lizzie Green
- 2014 : The Secrets : Charlotte
- 2016 : The Five : Pru Carew (série TV)